# Albert Lehninger
Albert Lester Lehninger (Bridgeport, Connecticut, 17 de fevereiro de 1917 — Baltimore, 4 de março de 1986) foi um bioquímico dos Estados Unidos, pioneiro no campo de estudos de bioenergética. Escreveu livros clássicos na área da Bioquímica, nomeadamente Biochemistry, The Mitochondrion, Bioenergetics e Biochemistry, este último utilizado como manual de introdução à Bioquímica a nível universitário. Lehninger fez contribuições importantes para a compreensão do metabolismo ao nível molecular. Junto com Eugene Kennedy, descobriu em 1950 que as mitocôndrias são o local onde se processa a fosforilação oxidativa em eucariontes.

## Biografia
Lehninger estudou na Universidade Wesleyan entre 1935 e 1939, continuando os estudos para obtenção da graduação em 1940 e doutoramento em 1942 na Universidade de Wisconsin-Madison, com uma dissertação sobre o metabolismo das gorduras.
Após o doutoramento deteve diversos cargos na Universidade de Wisconsin-Madison e na Universidade de Chicago. Em 1952 ocupou o cargo de professor do Departamento de Química Fisiológica na Escola de Medicina da Universidade Johns Hopkins, que manteve durante 25 anos.
Pertenceu aos quadros editoriais de diversas publicações científicas, como o Journal of Biological Chemistry e o Journal of Membrane Biology, e a associações como a Academia Nacional de Ciências dos Estados Unidos.
Morreu em 1986 após complicações ligadas à asma.

## Principais descobertas
Em 1945, Lehninger estabeleceu a existência de uma ligação entre o ciclo dos ácidos tricarboxílicos e o catabolismo de ácidos graxos na célula. Durante os anos seguintes, e graças à melhoria nos processos de separação de componentes celulares por centrifugação, Lehninger conseguiu atribuir uma localização intracelular a cada um dos processos metabólicos mais importantes. Junto com Morris Friedkin mostrou a existência de ligação entre diversas vias metabólicas pela coenzima NADH e o papel do NADH como fonte de elétrons na redução do oxigênio molecular na respiração celular.